# Jak zwyczajny
Jak zwyczajny, dawniej: jak (Bos grunniens) – udomowiony gatunek dużego ssaka parzystokopytnego z podrodziny bawołów (Bovinae) w obrębie rodziny wołowatych (Bovidae). Występuje w Tybecie, Indiach i Chinach, gdzie żyje zarówno w stanie dzikim, jak i udomowionym. Udomowione jaki są zwierzętami jucznymi, poza tym dają mleko i wełnę. Jaki zwyczajne są przeżuwaczami, żyją samotnie lub w niewielkich stadach, w stanie dzikim na wysokościach od 4 do 6 tys. m n.p.m. Stada zazwyczaj składają się z samic z młodymi. Samce dołączają do nich w okresie rui. Stare samce żyją oddzielnie. Samice opiekują się potomstwem przez rok. Potomstwo pełną dorosłość osiąga po 6-8 latach. Zwierzęta mogą dożyć kilkudziesięciu lat. Znoszą niekorzystne warunki otoczenia, takie jak: niedobór paszy na wysoczyznach górskich, niedostatek tlenu i niskie temperatury – średnia wynosi tam ok. 0 °C, zimą temperatury spadają niekiedy nawet do –50 °C.

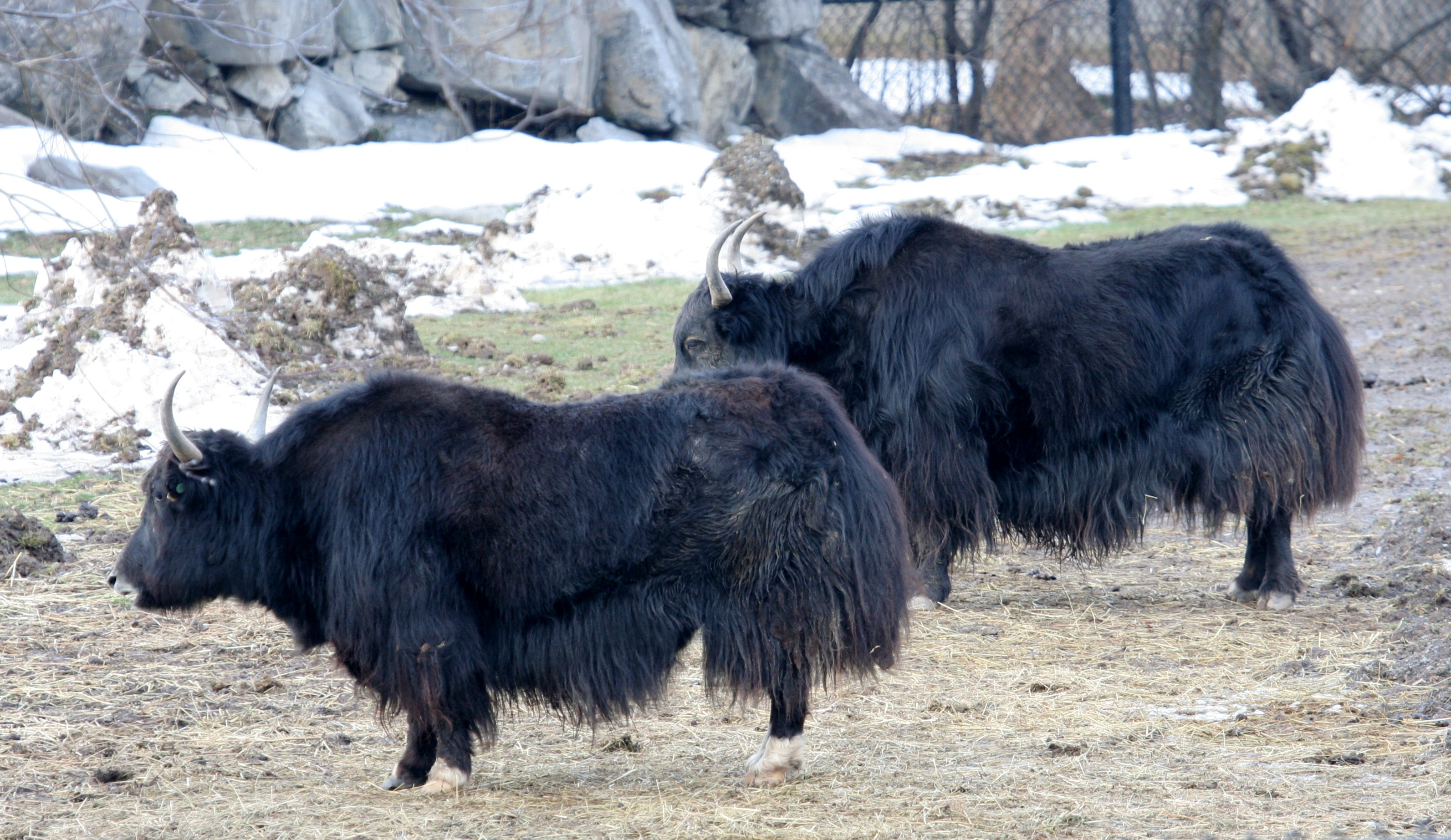
Para jaków w zoo, Sydney

## Cechy gatunku
Długość: do 3,3 m (do 4 m samiec)
Wysokość w kłębie: do 2 m (samce); 1,6 m (samice)
Ogon: 60 cm
Masa ciała: do 1000 kg, samice znacznie mniejsze
Ubarwienie: sierść ciemnobrązowa do czarnej, długa, włosy okrywowe wyjątkowo długie, czasem sięgające ziemi
Pożywienie: trawy, byliny, mchy, porosty i zioła; zjada też śnieg, który dostarcza mu wody
Rozród: ciąża trwa 250–278 dni
Występowanie: zimne stepy Himalajów
Długość życia: 25 lat
Jaki domowe są formą jaka dzikiego. Jaki udomowione są zazwyczaj o połowę mniejsze od dzikich. Spotyka się też stada krzyżówek jaków dzikich z jakami udomowionymi. Jaki domowe mogą być krzyżowane z dzikimi, a także z innymi wołowatymi jak bydło domowe czy zebu.

## Zasięg występowania
Historycznie gatunek ten występował naturalnie na Wyżynie Tybetańskiej, w północnych Indiach oraz w Nepalu. Od XIII do XVIII wieku prawdopodobnie obecny również w Kazachstanie, Mongolii i południowej Rosji (Syberia). Współcześnie dziki jak występuje w rozproszonych grupach na Wyżynie Tybetańskiej (w prowincjach Chin: Gansu, Syczuan, Sinciang, Qinghai i Tybet), w indyjskiej krainie Ladakh. Najliczniejsze populacje spotkać można na obszarach narodowych rezerwatów w Chinach – Changtang i A’erjin Shan Guojia Ji Ziran Baohuqu, a także w górach Kunlun. Aktualnie uważany za wymarły na obszarze Nepalu i Bhutanu. W ostatnich dziesięcioleciach dzikiego jaka widywano jeszcze w północnym Nepalu, ale brak dowodów na to, że gatunek nadal obecny jest w tym kraju. Udomowiony w centralnej Azji, Mongolii Wewnętrznej i na obszarze gór Helan Shan.

## Wielkość populacji
Szacuje się, że światowa populacja jaków liczy ponad 14 milionów zwierząt, z czego ogromna większość to zwierzęta udomowione. W stanie dzikim występuje prawdopodobnie nie więcej jak 15 tys. osobników, z czego w Tybetańskim Regionie Autonomicznym żyje około 8000–8500 dzikich jaków. Większość, bo około 7000–7500, zasiedlało obszar Parku Narodowego Changtang. Ocenia się, że dodatkowo w prowincji Qinghai żyje około 3200–3700 osobników oraz około 2000–2500 w Sinciang. Na wielu obszarach zauważa się spadek liczebności gatunku. W Indiach występują nielicznie.

## Rozród
Ruja jaków domowych występuje cyklicznie, od jednej do czterech na rok. Każda trwa około 20 dni, w okresie letnim. Szacuje się, że do 75% samic zachodzi w ciążę już podczas pierwszej rui. Podczas rui u samic występuje obrzęk sromu, zaczerwienienie pochwy, produkcja wydzieliny z pochwy, podniesiony ogon i częste oddawanie moczu. Zakłada się, że cykl rozrodczy jaków dzikich jest zbliżony do jaków domowych. Ciąża trwa od 250 do 278 dni. Przedwczesny poród z niewiadomych przyczyn może wystąpić u około 5–10% samic jaków domowych. Po porodzie anestrus trwa około 125 dni. Większość cieląt rodzi się od połowy maja do końca czerwca; zazwyczaj jedno na 2 lata lub rzadziej. Najwyższa płodność u samic jaka domowego występuje między piątym a szóstym rokiem życiem, spada po roku dziewiątym.

## Pożywienie
Jaki są roślinożerne. Ubogość gatunkowa roślinności i okresowe ograniczenia w dostępności pożywienia powodują, że ich dieta cechuje się małą różnorodnością. Żywią się głównie trawami i roślinami turzycowatymi. Uzupełnienie diety stanowią mchy i porosty. Zimą i wczesną wiosną jaki muszą zmagać się z niedoborem żywnościowym. Od października do maja ich dieta charakteryzuje się niską zawartością białka.

## Wykorzystanie

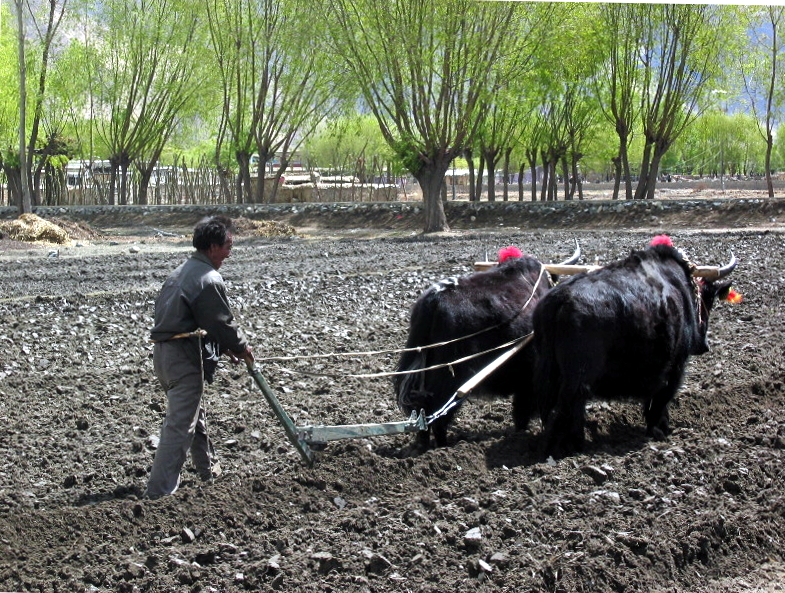
Para jaków jako siła pociągowa do pługa

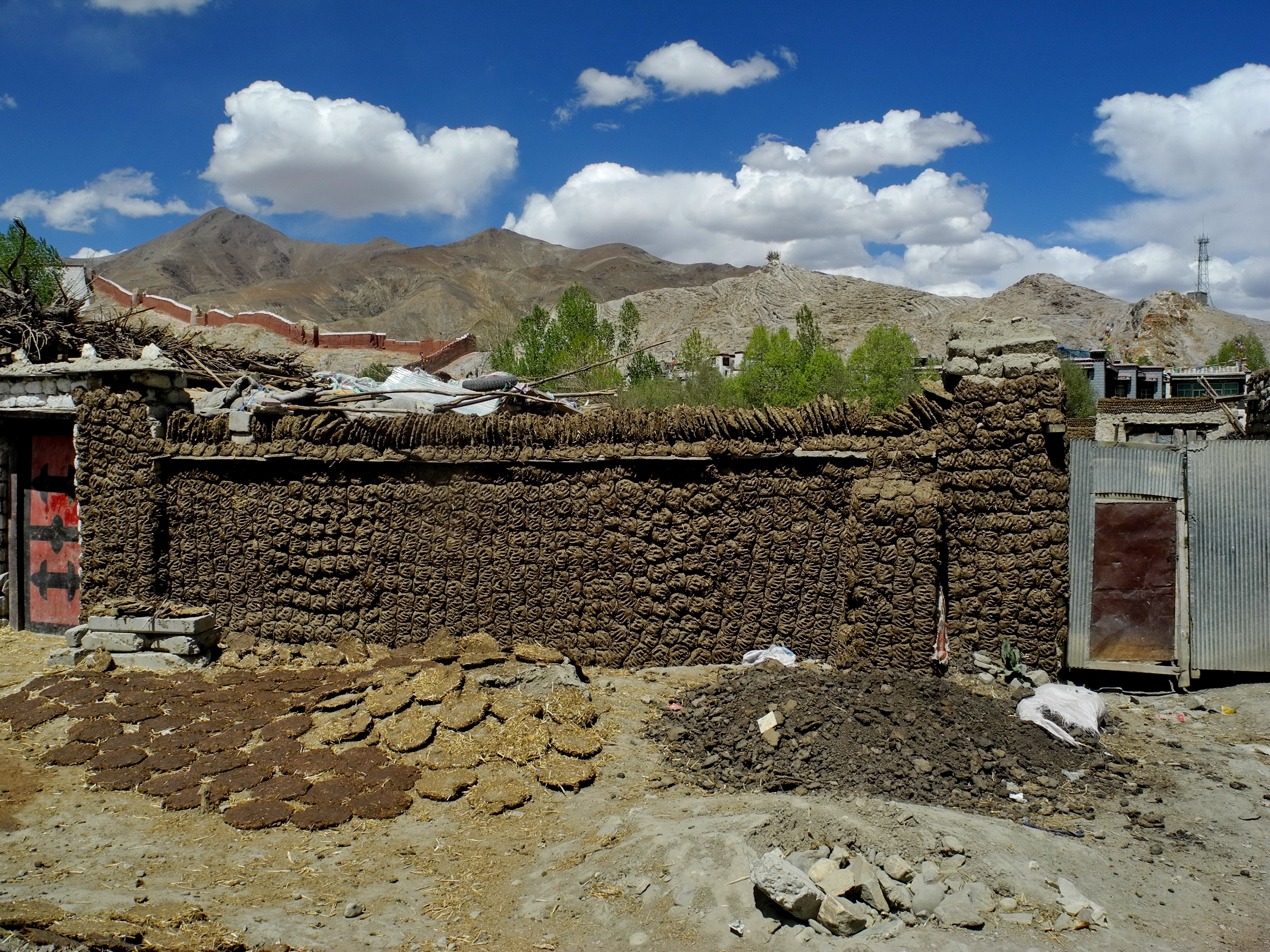
Suszony nawóz jaka służy jako opał

Udomowione jaki pełnią rozmaite role, służąc rolnikom jako zwierzę pociągowe, nomadycznym hodowcom jako zwierzę juczne, a przede wszystkim jako główne źródło pożywienia (mięso, mleko, krew), a także dostarczając sierści do tkania materiału na namioty. W surowym środowisku, gdzie hoduje się jaki, zwierzę to jest zazwyczaj głównym „środkiem” utrzymania się przy życiu dla ludzi.

### Mięso
Mimo że buddyjska wiara Tybetańczyków sprzeciwia się zabijaniu zwierząt (zgodnie z zasadą ahinsa), mięso jaków jest powszechnie konsumowane, zarówno świeże, jak i suszone. By zadośćuczynić wymogom religijnym, zwierzęta często zabijane są „bezkrwawo” (przez uduszenie lub, w przypadku cieląt, przez odłączenie od matek i przez to zagłodzenie) lub też biciem zajmują się określone grupy ludzi, często muzułmanie Hui lub dziedziczni rzeźnicy, którzy biorą winę na siebie. Główny sezon uboju to jesień, gdy zwierzęta są najtłuściejsze po lecie i gdy dokonuje się selekcji, wybierając słabsze sztuki, które mogłyby nie przeżyć zimy. Mięso jada się świeże, zazwyczaj gotowane (nie pieczone lub smażone – smród takiej obróbki ma być obraźliwy dla bogów, a mięso w ten sposób przygotowane uznawane jest za nieczyste). Niezużyte mięso jest najczęściej krojone na cienkie paski i suszone na wietrze i słońcu. Takie jerky można długo przechowywać i łatwo transportować, stanowiło więc zapas wysokowartościowego pożywienia i towar na sprzedaż. Mimo powszechności jedzenia jaczego mięsa są w Tybecie grupy jak np. Gurungowie czy Thakali, które przejęły hinduistyczne pojęcie świętości krów i, rozciągnąwszy je na jaki, zaprzestały zabijania i zjadania tych zwierząt.

### Mleko
Mieszkańcy Tybetu cenią mleko jaka wyżej od pochodzącego od mieszańców i zwykłych krów, uważając je za smaczniejsze, pożywniejsze i zdrowsze. Mleko jaków zawiera objętościowo od 4,8 do 16% tłuszczu, a badania porównawcze wykazały, że jacze mleko ma od 18 do 28% więcej tłuszczu niż mleko mieszańców, a od 39 do 97% więcej niż zwykłe mleko krowie. Z drugiej strony jaki produkują mniej mleka niż mieszańce i zwykłe bydło. Krowy jaków i mieszańców zaczynają laktację w wieku 2–3 lat i dają mleko do mniej więcej 10. roku życia, przez ok. 230–300 dni w roku (na ilość i jakość mleka mają oczywiście wpływ warunki klimatyczne, ilość i jakość paszy itp.). Hodowane w podobnych warunkach mieszańce są około dwa razy bardziej mleczne od jaków i o połowę bardziej od zwykłych krów. Żeby zwiększyć produkcję mleka, krzyżuje się zwierzęta z najbardziej mlecznych linii, dostarcza im specjalnej paszy, często doi i karmi solą. By pobudzić laktację u opornych krów, podsuwa się im obce cielęta, lalki cieląt lub wdmuchuje powietrze do pochwy.
Dojeniem (zazwyczaj ręcznym) zajmują się prawie wyłącznie kobiety i dziewczęta. Skopek do mleka jest stawiany na ziemi lub utrzymywany przy pasie dojącej specjalnym hakiem, który może być bogato zdobiony srebrem i półszlachetnymi kamieniami, symbolizując rolę kobiety w pozyskiwaniu pożywienia. Mleko jest chętnie pite, prawie zawsze krótko gotowane (dzieci poniżej piątego roku życia czasem dostają surowe). Mleko gotuje się głównie dla poprawy smaku, aczkolwiek Tybetańczycy podają też medyczne uzasadnienia (unikanie biegunki, bólu brzucha itp.). Jest uważane za bardzo cenny element diety, zwłaszcza dla dzieci – nawet wyżej cenione niż mleko matki (od którego, według niektórych podań, dzieci robią się głupie).

### Nabiał

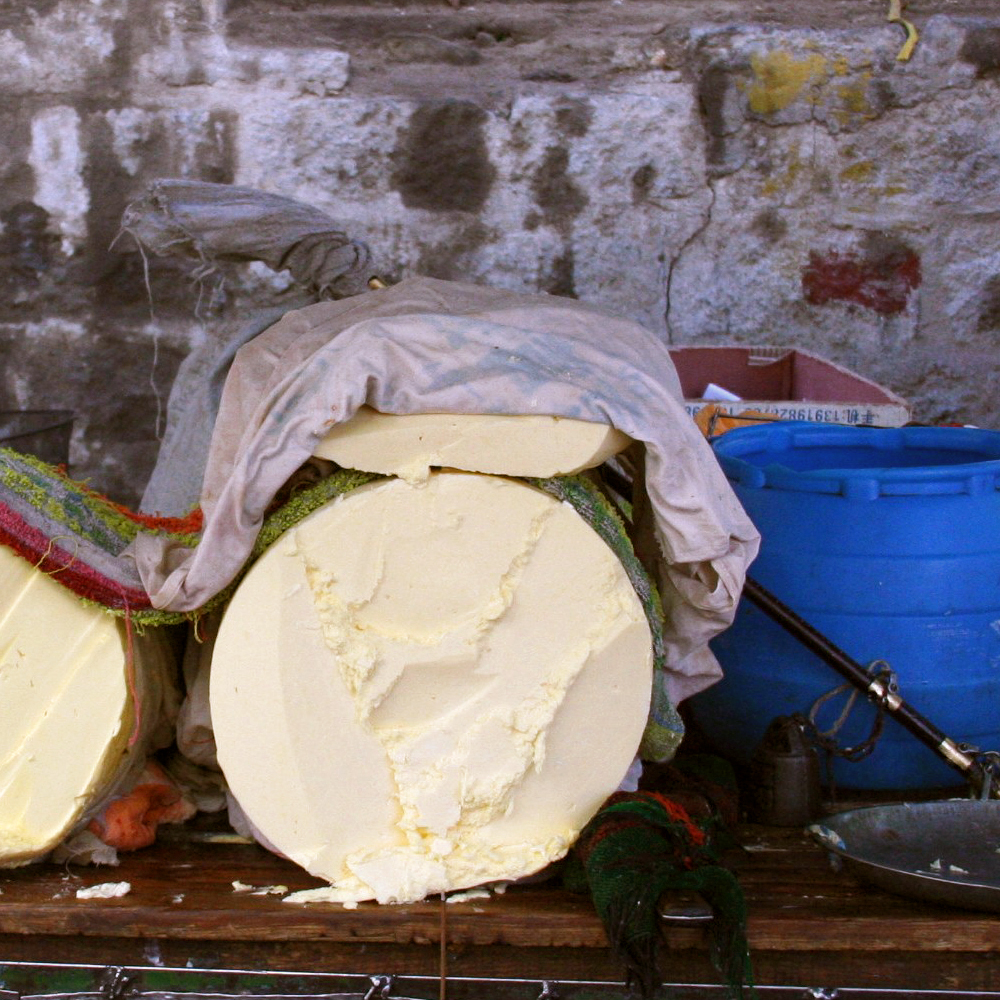
Blok jaczego masła na targu

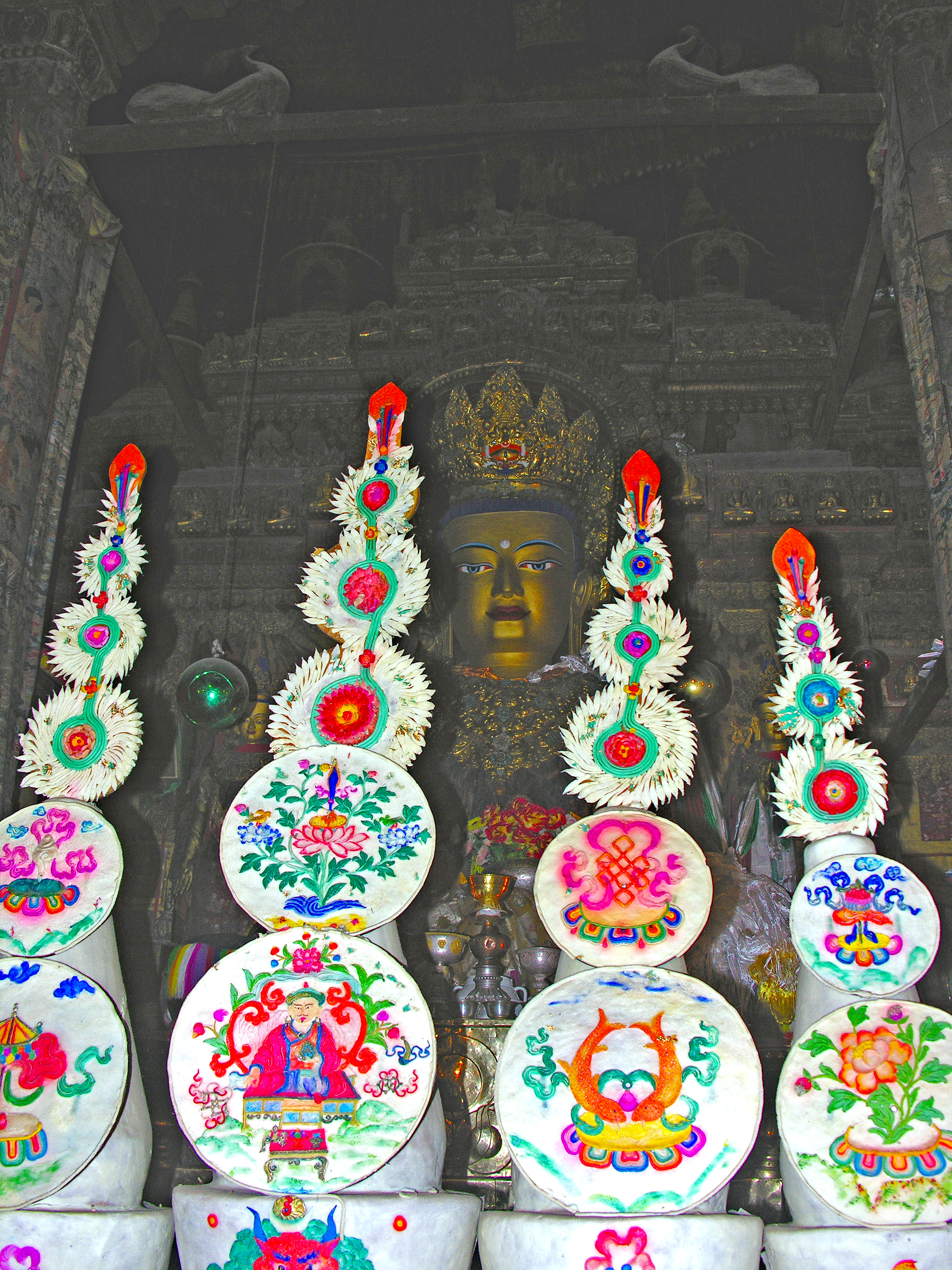
Rzeźby z masła w tybetańskiej świątyni

Większość mleka jest natychmiast przerabiana na masło i ser, przede wszystkim ze względu na niemożność transportu wielkich ilości mleka z odległych pastwisk do miejsc, gdzie można by je sprzedać. Do produkcji sera wykorzystuje się maślankę, przy czym znaczenie ma wyłącznie jej dostępność, a nie pochodzenie (z mleka jaka, mieszańca itp.). Po zagotowaniu w kotle zbiera się ściętą masę z powierzchni i odsącza w workach z tkaniny. Taki świeży ser jest zjadany od razu, robi się z niego też zupę lub smaży; posłodzony, stanowi podstawę jednego ze świątecznych dań. Do przechowywania ser się suszy, najlepiej na matach na słońcu, a jeśli pogoda nie pozwala – przy ogniu w namiocie. Wędzony ser jest również spotykany, ale niżej ceniony ze względu na smak. Podczas suszenia ser traci ok. trzech czwartych objętości; pozostałe twarde kawałki są bardzo pożywne, często wykorzystywane jako podstawowe pożywienie podczas długich podróży. Można je przechowywać niemal dowolnie długo.
Najcenniejszym produktem nabiałowym jest masło, którego wytwarzanie jest zazwyczaj, ale niekoniecznie, zajęciem kobiecym. Mleko, pozostawione na noc, a następnie lekko podgrzewane, by rozpocząć proces koagulacji, następnie wytrząsa się w rozmaitego typu maselnicach. Tradycyjnie pakowano je do worków z owczych żołądków lub z wilgotnych skór, które, po zaszyciu i wyschnięciu, umożliwiały przechowywanie masła nawet przez rok. Masło jest jednym z ważniejszych elementów tybetańskiej diety, a największa jego ilość jest wypijana w postaci solonej herbaty tybetańskiej. Masło jaka jest najwyżej cenionym dodatkiem, inne (krowie, owcze, kozie itp.) cenione są mniej. Masło jest ważnym produktem handlowym, dawniej często zastępującym pieniądze (sery nie pełniły tej funkcji). Ofiarowywane jest też w dużych ilościach klasztorom, które zużywają je jako paliwo do lamp, do wytwarzania rzeźb i jako pokarm dla mnichów.

### Krew
Puszczanie krwi stosuje się u jaków jako zabieg medyczny (w przypadku zarazy, trudności z zacieleniem, a nawet w przypadku chorób cieląt); jeśli zabieg ten jest stosowany profilaktycznie np. na początku sezonu wypasu, pozyskana krew jest wykorzystywana spożywczo. Krew pozyskuje się też specjalnie w takim celu, ale tylko późną wiosną i wczesnym latem i z wybranych zwierząt, najczęściej byków. Istnieją ograniczenia co do upuszczania krwi z innych zwierząt: praktycznie nigdy nie upuszcza się krwi samicom mieszańców, a samcom – tylko w braku czystej krwi jaków; Tybetańczycy dla celów spożywczych nie pozyskują krwi cielęcej. Puszczania krwi dokonuje się, nacinając żyłę szyjną po uprzednim nałożeniu opaski uciskowej; jest to zajęcie wyłącznie męskie. Przyrządzanie dań z krwi jest z kolei zajęciem kobiet. Krew miesza się z zimną wodą, a następnie jęczmieniem i napycha nią jelita, tworząc rodzaj kaszanki, lub pozwala jej zastygnąć, a następnie smaży się lub gotuje. Jedna z podgrup Szerpów suszy krew jaka, a następnie uciera na proszek, wykorzystywany jako dodatek do potraw. Spożycie krwi jest obciążone takimi samymi zastrzeżeniami religijnymi, jak mięsa, niemniej krew, pozyskiwana w okresie niedoboru mięsa, jest zbyt cennym dodatkiem do diety, by z niej zrezygnować.

## Mieszańce
Mieszańce jaka z innymi gatunkami:
- dzo – krzyżówka z bydłem domowym
- yakalo – krzyżówka z bizonem amerykańskim